# بوينو دي بايفا
بوينو دي بايفا هو رجل قضاء وسياسي برازيلي، ولد في 17 سبتمبر 1861 في Andradas ‏ في البرازيل، وتوفي في 4 أغسطس 1928 في ريو دي جانيرو في البرازيل. انتخب عضو مجلس النواب البرازيلي ‏ عن دائرة ميناس جرايس ‏ (15 نوفمبر 1890 – ) وانتخب عضو مجلس الشيوخ من البرازيل ‏.